# Söderstadion
Het Söderstadion is een voetbalstadion in de Zweedse stad Stockholm. Het werd geopend in 1967 en biedt ruimte voor 12.882 toeschouwers. Het was de thuishaven van de voetbalclub Hammarby IF, die sinds 2013 in de Tele2 Arena speelt. Door de komst van de Tele2 Arena werd het Söderstadion gesloten.

## Geschiedenis
Begin 1960 waren de eerste plannen voor de opvolger van Johanneshovs IP bedacht. Het meer eigentijdse stadion is ontworpen door de Zweedse architect Paul Hedqvist en werd in 1967 voltooid.
In verband met de bouw van de Ericsson Globe, die in 1989 opende, werd de capaciteit rond die tijd verhoogd naar iets meer dan 10.000 toeschouwers. De capaciteit van het stadion werd in 2004 opnieuw verhoogd door de bouw van een nieuwe tribune aan de oostzijde.
Op 23 juni 2013 werd de laatste wedstrijd gespeeld in het Söderstadion: Hammarby IF speelde een wedstrijd tegen Ängelholms FF, die eindigde in 1-1. De Tele2 Arena zal de functie overnemen van het Söderstadion, dat zal worden afgebroken. Tot die tijd wordt het gebruikt voor trainingen.

## Concerten
Er werden ook concerten gegeven in het Söderstadion, onder andere ZZ Top, Avicii en deadmau5 gaven een optreden in het stadion.